# Graßhöfe
Graßhöfe ist ein Gemeindeteil des Marktes Thalmässing im Landkreis Roth (Mittelfranken, Bayern). Graßhöfe liegt in der Gemarkung Dixenhausen.

## Lage
Die Einöde Graßhöfe liegt am Nordhang des Auer Berges etwa 300 Meter südöstlich von Dixenhausen. Von Dixenhausen aus führt eine Gemeindeverbindungsstraße zu den Graßhöfen. Östlich des Gemeindeteils verläuft in circa einem Kilometer Entfernung die ICE-Trasse Ingolstadt–Nürnberg (nächster Bahnhof ist Allersberg) und die Bundesautobahn 9 (nächste Anschlussstelle ist Greding).

## Ortsnamensdeutung
Der Ortsname wird als „Höfe am Grasland“ gedeutet.

## Geschichte
Eine Ersterwähnung von 1403 ist unsicher. Gegen Ende des Alten Reiches, um 1800, unterstand die Einöde mit ihren zwei Höfen dem kurpfalz-baierischen Pfleg- und Kastenamt Hilpoltstein.
Im Königreich Bayern (1806) wurden Dixenhausen und Graßhöfe dem Steuerdistrikt Weinsfeld und 1810 dem Steuerdistrikt Offenbau zugewiesen. Ebenfalls 1810 wurden Dixenhausen und Graßhöfe von ihrem bisherigen Landgericht Hilpoltstein abgetrennt und dem Landgericht Raitenbuch zugeteilt, kamen aber schon zwei Jahre später an das Landgericht Greding. Mit dem Gemeindeedikt von 1818 wurde Dixenhausen mit der Einöde Graßhöfe wieder eine selbständige Gemeinde. 1875 wurden in Graßhöfe 16 Rinder gehalten.
Am 1. Juli 1971 ließ sich die Gemeinde Dixenhausen und damit der Gemeindeteil Graßhöfe in den Markt Thalmässing eingemeinden. Auch heute besteht die Einöde nur aus zwei Bauernhöfen.

### Einwohnerentwicklung
- 1818: 10 (2 „Feuerstellen“, 2 Familien)[10]
- 1861: 8 (4 Gebäude)[11]
- 1871: 10 (6 Gebäude)[9]
- 1900: 8 (2 Wohngebäude)[12]
- 1950: 9 (2 Anwesen)[7]
- 1961: 10 (2 Wohngebäude)[13]
- 2015: 11[14]
- 2017: 10 (2 Anwesen)

## Freizeit
Als Wanderweg führt der „Frankenweg“ in seinem Abschnitt Berching bis Thalmässing zwischen Dixenhausen und Graßhöfe hindurch.